# Municipio de Chamberlain
El municipio de Chamberlain (en inglés: Chamberlain Township) es un municipio ubicado en el condado de Brule en el estado estadounidense de Dakota del Sur. En el año 2010 tenía una población de 191 habitantes y una densidad poblacional de 3,66 personas por km².

## Geografía
El municipio de Chamberlain se encuentra ubicado en las coordenadas 43°49′8″N 99°17′39″O / 43.81889, -99.29417. Según la Oficina del Censo de los Estados Unidos, el municipio tiene una superficie total de 52.2 km², de la cual 48,11 km² corresponden a tierra firme y (7,83 %) 4,08 km² es agua.

## Demografía
Según el censo de 2010, había 191 personas residiendo en el municipio de Chamberlain. La densidad de población era de 3,66 hab./km². De los 191 habitantes, el municipio de Chamberlain estaba compuesto por el 92,15 % blancos, el 0,52 % eran afroamericanos, el 2,62 % eran amerindios, el 0,52 % eran asiáticos y el 4,19 % eran de una mezcla de razas. Del total de la población el 1,05 % eran hispanos o latinos de cualquier raza.